# Lauenstein-Aufnahme
Die Lauenstein-Aufnahme ist ein bildgebendes Verfahren mittels Röntgen zur Darstellung des Oberschenkelknochens (Femur) und des Hüftgelenks. Sie stellt insbesondere den Oberschenkelkopf und den Schenkelhals gut dar. Während üblicherweise bei Skelettaufnahmen zumindest zwei Abbildungen in zwei senkrecht zueinander stehenden Ebenen durchgeführt werden, ist die Seitansicht („laterale“ Aufnahme) aus anatomischen Gründen am Hüftgelenk erschwert, weshalb die Lauenstein-Aufnahme meist als zweite Abbildung des Hüftgelenks zur klassischen „a.p.“-Aufnahme (anterior-posteriorer Strahlengang, d. h. in der Frontalebene) erfolgt.
Die Aufnahmetechnik ist nach dem deutschen Chirurgen Carl Lauenstein (1850–1915) benannt, der Oberarzt am Seemannskrankenhaus in Hamburg-St. Pauli, dem Vorgänger des Hafenkrankenhauses, und Arzt am Hamburger Diakonissenhaus Bethesda war.

## Durchführung
Der Patient befindet sich in Rückenlage, das andere Bein ist gestreckt. Die zu untersuchende Hüfte wird um 45° gebeugt und um 45° abgespreizt, das Knie wird um 90° gebeugt. Der Trochanter major projiziert sich so hinter den Schenkelhals. Liegt eine Abspreizhemmung vor, wird die gegenseitige Hüfte entsprechend soweit hochgelagert, wie es zu 45° Abspreizung fehlt. Der Zentralstrahl wird auf die Leistenmitte gerichtet.

## Weitere Hüft-Röntgeneinstellungen
Jedoch gibt es am Hüftgelenk zahlreiche weitere Aufnahmen, die bei einzelnen speziellen Fragestellungen zum Einsatz kommen. Die Schrägaufnahmen sind allerdings seit Einführung der Computertomographie selten geworden, während die Aufnahmen nach Dunn-Rippstein und Imhäuser noch ihre Verwendung insbesondere in der Kinderorthopädie haben:
- Aufnahme nach Dunn-Rippstein: sehr gute Darstellung des Schenkelhalses, besonders bei Verdacht auf eine Hüftkopflösung. Die zu untersuchende Hüfte wird 90° gebeugt und 20° abgespreizt ohne Rotation (was z. B. durch um 90° gebeugte Knie und am Untersuchungstisch herunterhängende Unterschenkel erreicht werden kann). Mit dieser Aufnahme können auch der projizierte Antetorsionswinkel und der projizierte CCD-Winkel der Hüfte bestimmt werden (daher wird diese Aufnahme gelegentlich auch als Antetorsions-Aufnahme bezeichnet).
- Aufnahme nach Imhäuser: Variation der Aufnahme nach Dunn-Rippstein, wobei die Abspreizung anhand des CCD-Winkels berechnet wird (CCD-Winkel minus 90). Hierdurch kann die Stärke des Abrutschens des Hüftkopfes nach hinten beim Hüftkopfgleiten exakt bestimmt werden. Ebenso können die Weite der Epiphysenfuge und das Ausmaß einer Coxa vara beurteilt werden.
- Foramen-obturatorium-Aufnahme: schräge Abbildung des Hüftgelenks mit guter Darstellung des Pfannendachs und des dorsalen Pfannenrands sowie des Foramen obturatoriums zwischen Sitz- und Schambein.
- Ala-Aufnahme: ebenfalls schräge Aufnahme, ungefähr senkrecht zur Obturator-Aufnahme mit guter Darstellung des ventralen Pfannenrandes und der Darmbeinschaufel (daher der Name: Ala ossis ilium = Darmbeinschaufel).
- Faux-profil-Aufnahme nach Lequesne: schräge annähernd seitliche (daher „falsches Profil“) Aufnahme mit guter Darstellung des ventralen Pfannendachs. Der Patient steht mit dem Rücken 65° schräg vor dem Stativ und der Fuß der zu untersuchenden Seite parallel zur Stativebene. Ein Gonadenschutz ist bei dieser Technik als einziger Hüft-Einstellung nicht möglich.

## Indikationen
Die axiale Aufnahme ermöglicht (in Ergänzung zur ap-Aufnahme) eine differenzierte Begutachtung der knöchernen Strukturen des Hüftgelenks, insbesondere der Morphologie des Azetabulum, Hüftkopf (z. B. beim Morbus Perthes oder bei der Hüftkopfnekrose) und Schenkelhals (Evaluation der intramedullären Konfiguration (z. B. Dorr-Klassifikation)). Des Weiteren lässt sich bei Kindern/Jugendlichen die Knorpelfuge (z. B. bei Epiphysiolysen), beurteilen. Bei einer Schenkelhalsfraktur  ist die Durchführung eine absolute Kontraindikation. Nicht nur schmerzbedingt, sondern weil es zur Frakturverschiebung kommen kann. Als zweite Ebene gibt dann eine axiale Hüfte nach Sven Johannson Aufnahne eine genaueren Einschätzung der Frakturmorphologie. 